# Karivali
Karivali é uma vila no distrito de Thane, no estado indiano de Maharashtra.

## Demografia
Segundo o censo de 2001, Karivali tinha uma população de 12,933 habitantes. Os indivíduos do sexo masculino constituem 77% da população e os do sexo feminino 23%. Karivali tem uma taxa de literacia de 71%, superior à média nacional de 59.5%: a literacia no sexo masculino é de 77% e no sexo feminino é de 53%. Em Karivali, 10% da população está abaixo dos 6 anos de idade.